# Tokai Formula Club
Tokai Formula Club（トーカイ フォーミュラ クラブ、TFC）は、東海大学チャレンジセンターのチャレンジプロジェクトの一つであり、Formula SAE大会に参戦するレーシングチームとして2002年に結成された。フォーミュラカーの設計開発および製作の他、マネジメントなどものつくりのプロセスを通じて社会的実践力を身に付けることを目的とし、チャレンジセンターやチームスポンサーおよびその他関係者によって長年サポートされ活動している。

## チームの精神

### 背景と起源
東海大学でFormula SAE大会に参戦するレーシングチームとして2002年に結成。Formula SAE大会総合優勝を目標に、チームの運営や管理、設計や製作、そして走行と、フォーミュラカーを作り上げるものつくりのプロセスを通じ、社会的実践力を身に付けることを目指して活動する。

### 社会的実践力の獲得
Tokai Formula Club に所属する学生たちは多くのスポンサー・企業との強い繋がりが存在する。これらの繋がりを通して目標達成のために熱心に活動に参加することで、座学だけでは習得し得ない技術・運営・広報など多くの学びを通し人間として大きく成長している。

## 歴史
Tokai Formula Clubは2002年度にFormula SAE Japanへの参加を目的として設立され、2004年度よりFormula SAE Japanに参戦した。チーム体制は2015年度まで各学年でプロジェクトを結成し、3年生で大会に出場する「1学年1チーム制」であったが、知識・技術の伝承が難しいことから、2016-2017年度より毎年度全学年合同で活動を行う「全学年合同チーム制」に変更し、歴代行うことが出来なかった車両の年次開発を行う。

### 歴代の開発車両
- VF221T (2004年度 FSAE-Japan 参戦車両)
- TF2005 (2005年度 FSAE-Japan 参戦車両)
- TF2006 (2006年度 FSAE-Japan および Formula SAE Michigan 参戦車両)
- TF2007 (2007年度 FSAE-Japan および Formula SAE Australasia 参戦車両)
- TF2008 (2008年度 FSAE-Japan 参戦車両)
- TF2009 (2009年度 FSAE-Japan 参戦車両)
- TF2010 (2010年度 FSAE-Japan 参戦車両)
- TF2011 (2011年度 FSAE-Japan 参戦車両)
- TF2012 (2012年度 FSAE-Japan 参戦車両)
- TF2013 (2013年度 FSAE-Japan 参戦車両)
- TF2014 (2014年度 FSAE-Japan および Formula SAE Australasia 参戦車両)
- TF2015 (2015年度 FSAE-Japan 参戦車両)
- TF2016 (2016年度 FSAE-Japan 参戦車両)
- TF2017 (2017年度 FSAE-Japan 参戦車両)
- TF2018 (2018年度 FSAE-Japan 参戦車両)
- TF2019 (2019年度 FSAE-Japan 参戦車両)